# Řečice (Pelhřimovi járás)
Řečice település Csehországban, a Pelhřimovi járásban. Řečice Lipnice nad Sázavou, Dolní Město, Kejžlice és Budíkov településekkel határos. Lakosainak száma 162 fő (2024. január 1.).

## Népesség
A település lakosságának változását az alábbi diagram mutatja:
| Lakosok száma | 575  | 622  | 623  | 454  | 248  | 143  | 132  | 138  | 150  | 162  |
|               | 1869 | 1890 | 1921 | 1950 | 1980 | 2001 | 2017 | 2019 | 2022 | 2024 |